# Máy nông nghiệp
Máy móc nông nghiệp (tiếng Anh: Agricultural machinery) liên quan đến các cấu trúc và thiết bị cơ khí được sử dụng trong nông nghiệp hoặc canh tác nông trại. Có nhiều loại thiết bị như vậy, từ dụng cụ cầm tay và dụng cụ sử dụng năng lượng đến máy kéo và vô số loại dụng cụ nông trại mà chúng kéo hoặc hoạt động. Các dạng thiết bị đa dạng được sử dụng trong cả nông nghiệp hữu cơ và nông nghiệp không hữu cơ. Đặc biệt kể từ khi xuất hiện Cơ giới hóa nông nghiệp, máy móc nông nghiệp là một phần không thể thiếu của cách thế giới được nuôi dưỡng. Máy móc nông nghiệp có thể được xem như một phần của công nghệ tự động hóa nông nghiệp rộng lớn hơn, bao gồm các thiết bị số và robot tiên tiến hơn. Trong khi robot nông nghiệp có tiềm năng tự động hóa ba bước quan trọng trong bất kỳ hoạt động nông nghiệp nào (chuẩn đoán, quyết định và thực hiện), máy móc động cơ thông thường chủ yếu được sử dụng để tự động hóa chỉ bước thực hiện nơi chuẩn đoán và quyết định được thực hiện bởi con người dựa trên quan sát và kinh nghiệm..

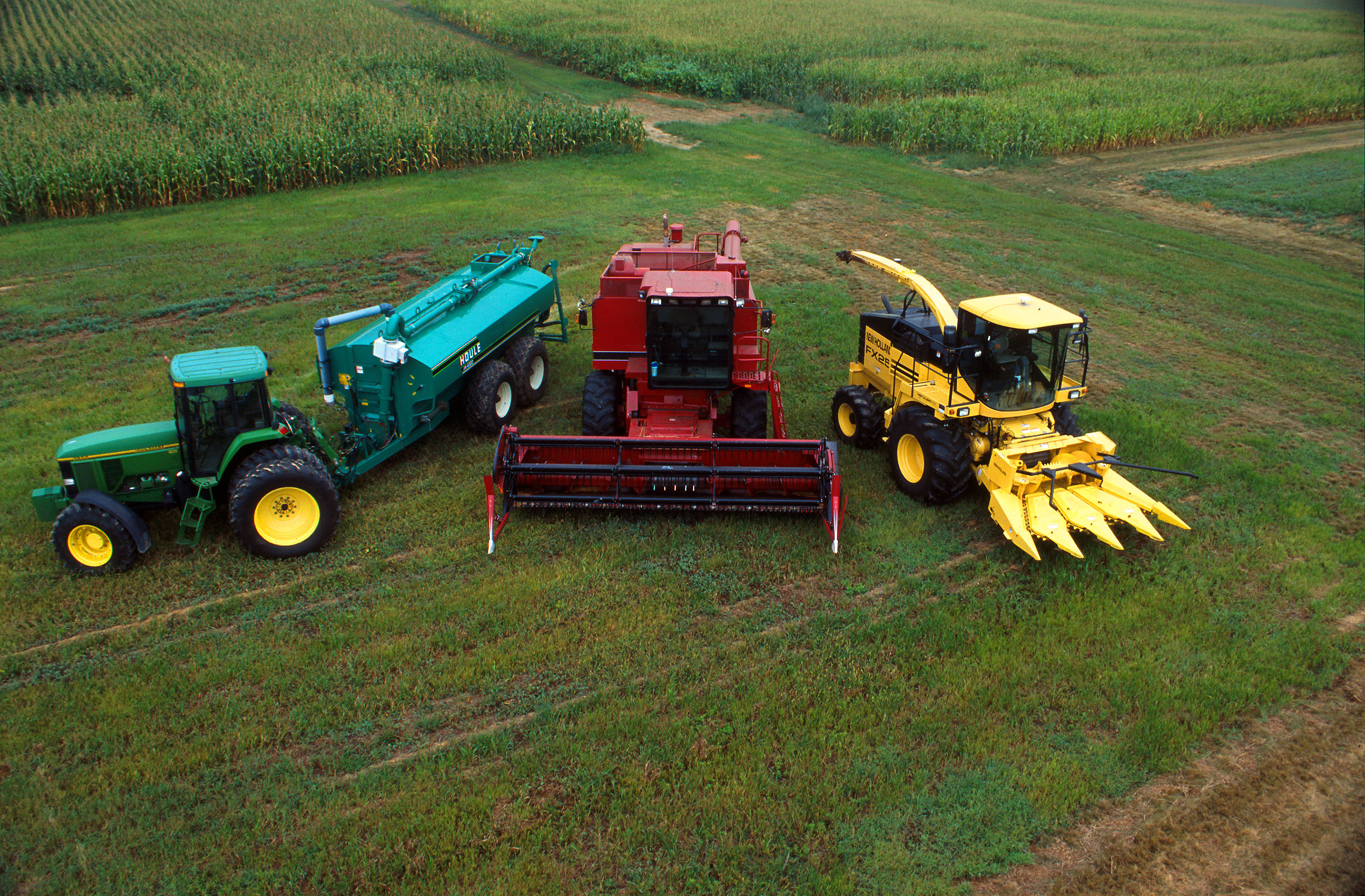
Từ trái sang phải: Máy kéo John Deere 7800 với xe rơ-mooc chở phân của Houle, máy gặt hạt của Case IH, máy thu hoạch thức ăn của New Holland FX 25 với đầu cắt ngô.

## Lịch sử

### Cách mạng Công nghiệp
Với sự ra đời của Cách mạng Công nghiệp và sự phát triển của các máy móc phức tạp hơn, phương pháp canh tác nông nghiệp đã tiến bộ vượt bậc. Thay vì thu hoạch ngũ cốc bằng tay với lưỡi dao sắc, các máy móc có bánh xe cắt liên tục. Thay vì đập lúa bằng cách đánh bằng gậy, các máy đập lúa tách hạt giống ra khỏi đầu và thân cây. Những chiếc máy kéo đầu tiên xuất hiện vào cuối thế kỷ 19.

### Năng lượng hơi nước

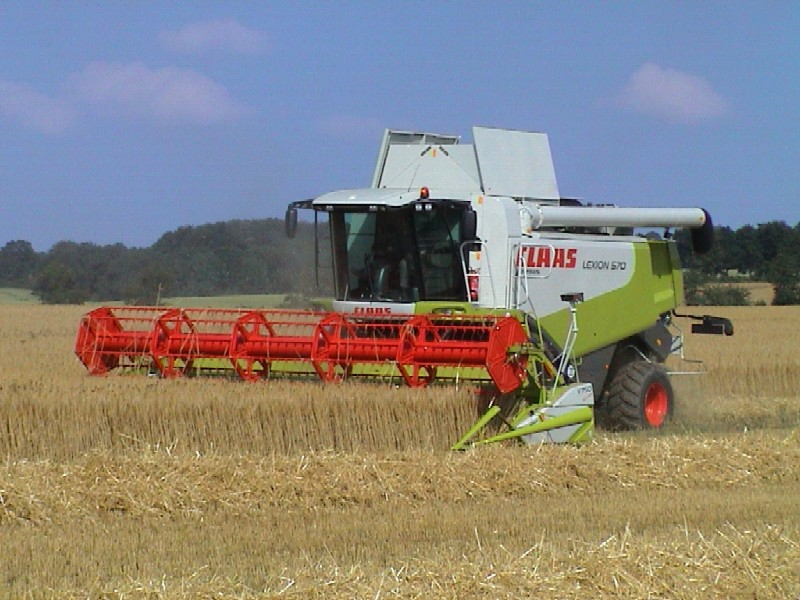
Một máy gặt Đức của Claas

Năng lượng cho máy móc nông nghiệp ban đầu được cung cấp bởi bò hoặc các loại động vật thuần hóa khác. Với sự phát minh của động cơ hơi nước, động cơ đốt trong ra đời, và sau đó là máy kéo, một nguồn năng lượng đa năng, di động, là đối tác của đầu máy hơi nước di chuyển trên mặt đất. Các động cơ hơi nước nông nghiệp thay thế công việc kéo nặng của bò, và cũng được trang bị một ròng rọc có thể cung cấp năng lượng cho các máy móc đứng thông qua việc sử dụng một dây curoa dài. Các máy móc chạy bằng hơi nước có công suất thấp theo tiêu chuẩn ngày nay nhưng do kích thước lớn và tỷ số truyền hộp số thấp của chúng, chúng có thể cung cấp một lực kéo dây kéo lớn. Tốc độ chậm của các máy móc chạy bằng hơi nước khiến người nông dân bình luận rằng máy kéo có hai tốc độ: "chậm, và chậm đến mức kinh khủng".

### Động cơ đốt trong
Động cơ đốt trong; trước tiên là động cơ xăng, và sau đó là động cơ diesel; trở thành nguồn năng lượng chính cho thế hệ tiếp theo của máy kéo. Những động cơ này cũng góp phần vào sự phát triển của máy máy gặt đập liên hợp tự hành và thresher, hoặc máy gặt đập liên hợp (còn được rút ngắn thành 'combine'). Thay vì cắt thân cây ngũ cốc và vận chuyển chúng đến một máy đập lúa cố định, những 'combine' này cắt, đập, và tách hạt ngũ cốc trong khi di chuyển liên tục trên cánh đồng.

## Các loại máy móc nông nghiệp

### Máy kéo
Máy kéo thực hiện hầu hết công việc trong một trang trại hiện đại. Chúng được sử dụng để đẩy/kéo nông cụ — các máy móc cày bừa đất, gieo hạt, và thực hiện các công việc khác. Dụng cụ cày bừa chuẩn bị đất để trồng bằng cách làm lỏng đất và tiêu diệt cỏ dại hoặc các loại cây cạnh tranh. Cái được biết đến nhiều nhất là cày, dụng cụ cổ đại được nâng cấp vào năm 1838 bởi John Deere. Cái cày hiện nay ít được sử dụng hơn ở Hoa Kỳ so với trước, thay vào đó là sử dụng đĩa lệch để lật đất, và cái cày sừng được sử dụng để đạt độ sâu cần thiết để giữ nước.

### Máy gặt đập liên hợp

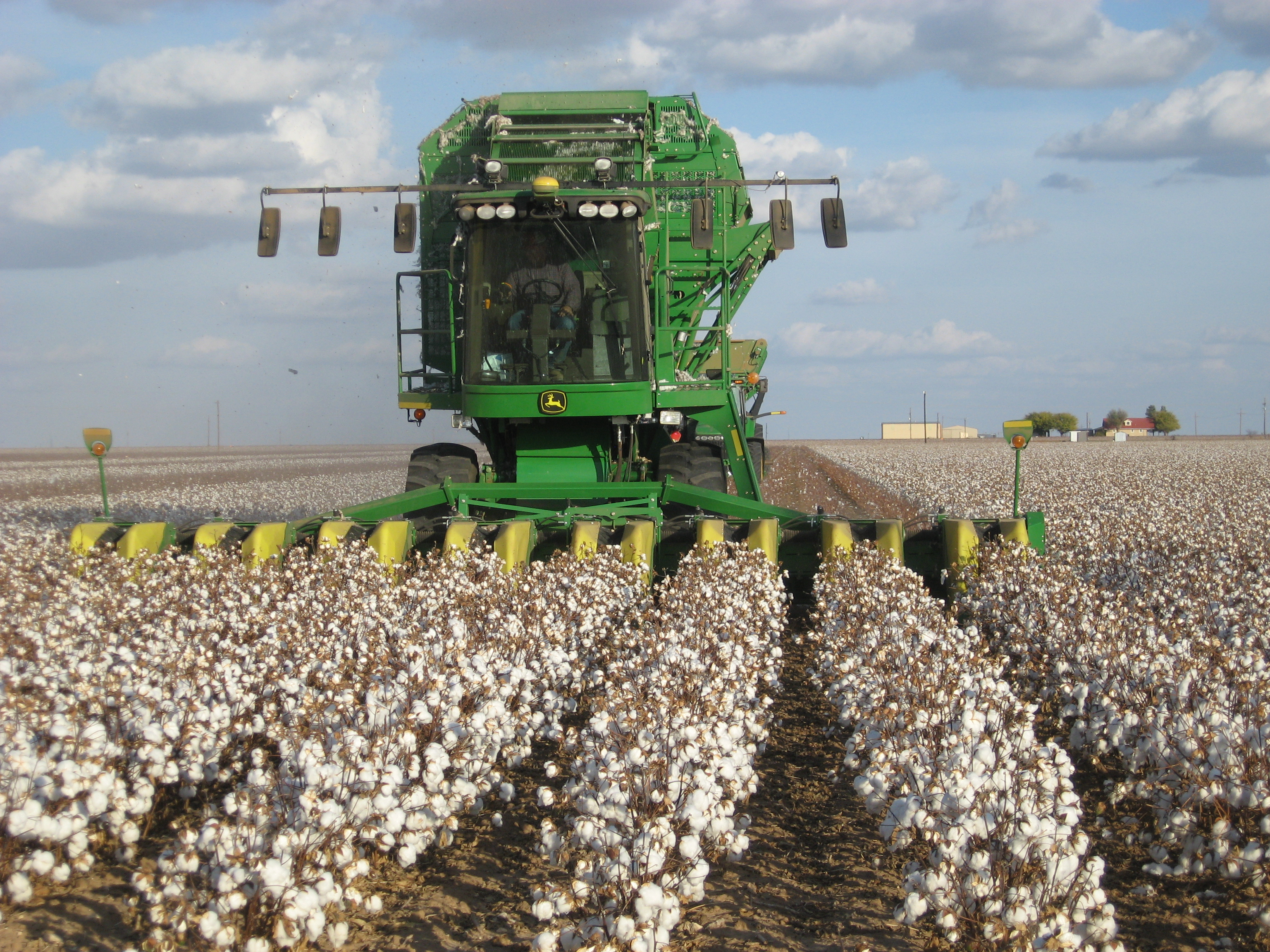
Một máy gặt bông John Deere đang hoạt động trong một cánh đồng bông

Máy gặt đập liên hợp là máy móc được thiết kế để thu hoạch một loạt các loại cây lương thực một cách hiệu quả. Tên gọi xuất phát từ việc kết hợp bốn hoạt động thu hoạch riêng biệt—gặt, đập lúa, hái, và sàng sảy—thành một quá trình duy nhất. Một số loại cây được thu hoạch bằng máy gặt đập liên hợp bao gồm lúa mì, lúa, yến mạch, lúa mạch, lúa mạch, bắp (ngô), lúa mạch ngô, đậu nành, hoa lanh, hoa hướng dương và cải dầu.

### Máy gieo hạt
Loại máy gieo hạt phổ biến nhất được gọi là Máy gieo hạt, và chúng cách đều hạt trong các hàng dài, thường cách nhau từ hai đến ba feet. Một số cây trồng được gieo bằng máy khoan hạt, đưa ra nhiều hạt hơn trong các hàng cách nhau ít hơn một foot, làm cho cánh đồng trở nên dày đặc cây trồng. Máy trồng cấy tự động hoá công việc cấy cây giống lên cánh đồng. Với việc sử dụng rộng rãi của nilon tráng, máy trải nilon tráng, máy cấy, và máy gieo hạt tạo thành các hàng dài nilon, và trồng qua chúng một cách tự động.

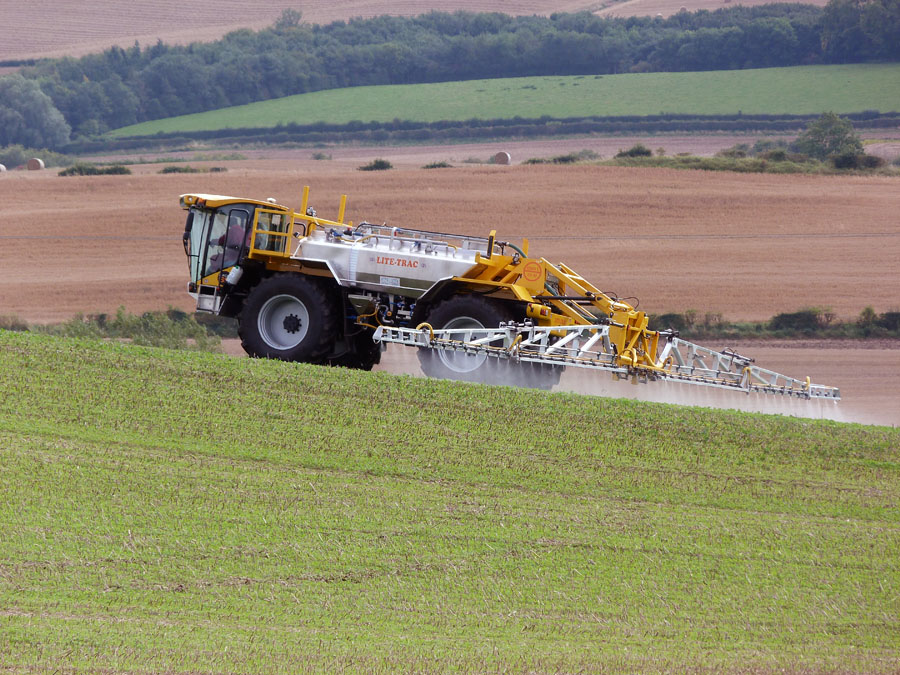
Một máy phun trừ sâu Anh của Lite-Trac

### Máy phun
Sau khi trồng, các máy móc nông nghiệp khác như máy phun tự hành có thể được sử dụng để áp dụng phân bón và thuốc trừ sâu. Phương pháp ứng dụng máy phun nông nghiệp là cách để bảo vệ cây trồng khỏi cỏ dại bằng cách sử dụng herbicides, fungicides, và thuốc trừ sâu. Phun hoặc trồng một loại cây phủ là những cách để kiểm soát sự phát triển của cỏ dại.

### Máy đóng gói và các dụng cụ nông nghiệp khác
Máy đóng gói cỏ cỏ khô có thể được sử dụng để đóng gói chặt cỏ hoặc lucerne thành hình thức có thể lưu trữ cho các tháng mùa đông. Tưới tiêu hiện đại dựa vào máy móc. Động cơ, bơm và các thiết bị chuyên dụng khác cung cấp nước nhanh chóng và với khối lượng lớn cho các khu vực rộng lớn. Các loại thiết bị tương tự như máy phun nông nghiệp có thể được sử dụng để phân phối phân bón và thuốc trừ sâu.
Ngoài máy kéo, các phương tiện khác đã được điều chỉnh để sử dụng trong nông nghiệp, bao gồm xe tải, máy bay, và trực thăng, chẳng hạn như để vận chuyển cây trồng và làm cho thiết bị di động, đến phun trên không và quản lý đàn gia súc.

## Công nghệ mới và tương lai

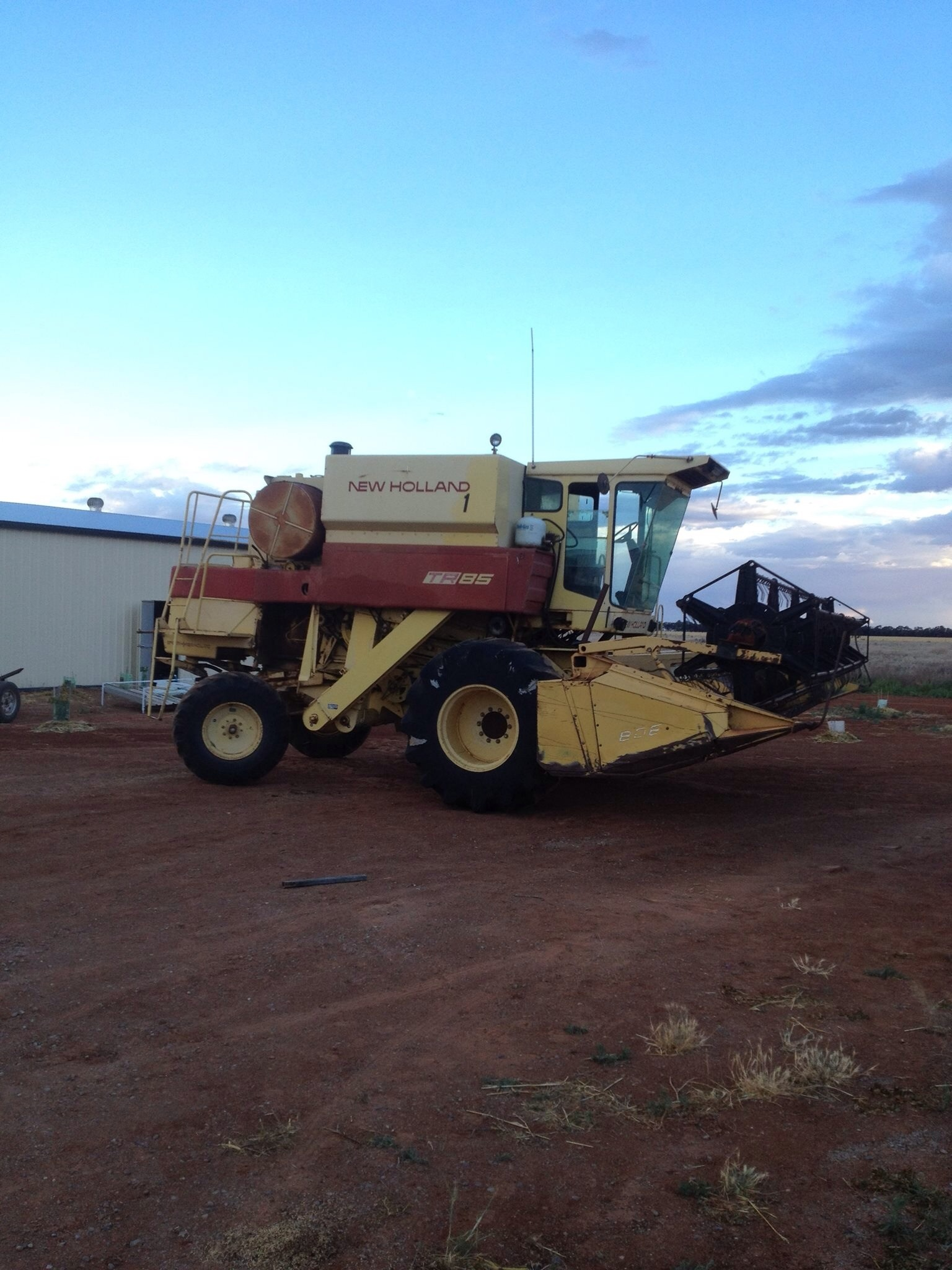
Một máy gặt đập liên hợp New Holland TR85

Công nghệ cơ bản của máy móc nông nghiệp đã ít thay đổi trong thế kỷ qua. Mặc dù máy gặt và máy gieo hiện đại có thể làm tốt hơn hoặc được tinh chỉnh nhẹ nhàng từ những người tiền nhiệm của họ, máy gặt đập liên hợp hiện nay vẫn cắt, đập và tách hạt giống cũng như cách nó luôn được thực hiện. Tuy nhiên, công nghệ đang thay đổi cách con người vận hành máy móc, khi các hệ thống giám sát máy tính, định vị GPS và các chương trình tự lái cho phép máy kéo và dụng cụ tiên tiến nhất trở nên chính xác hơn và ít lãng phí hơn trong việc sử dụng nhiên liệu, hạt giống, hoặc phân bón. Trong tương lai dự kiến, có thể có việc sản xuất hàng loạt máy kéo không người lái, sử dụng bản đồ GPS và cảm biến điện tử.

### Tự động hoá nông nghiệp
Tổ chức Lương thực và Nông nghiệp Liên Hợp Quốc định nghĩa tự động hoá nông nghiệp là sử dụng máy móc và thiết bị trong các hoạt động nông nghiệp để cải thiện việc chẩn đoán, ra quyết định hoặc thực hiện, giảm bớt gánh nặng của công việc nông nghiệp và/hoặc cải thiện sự kịp thời, và có thể là độ chính xác, của các hoạt động nông nghiệp.
Sự tiến hoá công nghệ trong nông nghiệp có thể được tóm tắt bằng việc chuyển dần từ công cụ thủ công sang sức kéo của động vật, sang cơ giới hoá động cơ, đến thiết bị số và cuối cùng, đến robot với trí tuệ nhân tạo (AI). Cơ giới hóa động cơ tự động hoá việc thực hiện các hoạt động nông nghiệp như cày, gieo hạt, bón phân, vắt sữa, cho ăn và tưới tiêu. Với công nghệ tự động hóa số, cũng trở nên khả dụng để tự động hoá chẩn đoán và ra quyết định. Ví dụ, robot gặt đập tự động có thể gặt và gieo hạt, và drone có thể thu thập thông tin để giúp tự động hoá việc áp dụng đầu vào. Máy kéo, thay vào đó, có thể được biến thành xe tự động có thể gieo hạt độc lập trên cánh đồng.

### Thiết bị nông nghiệp mã nguồn mở

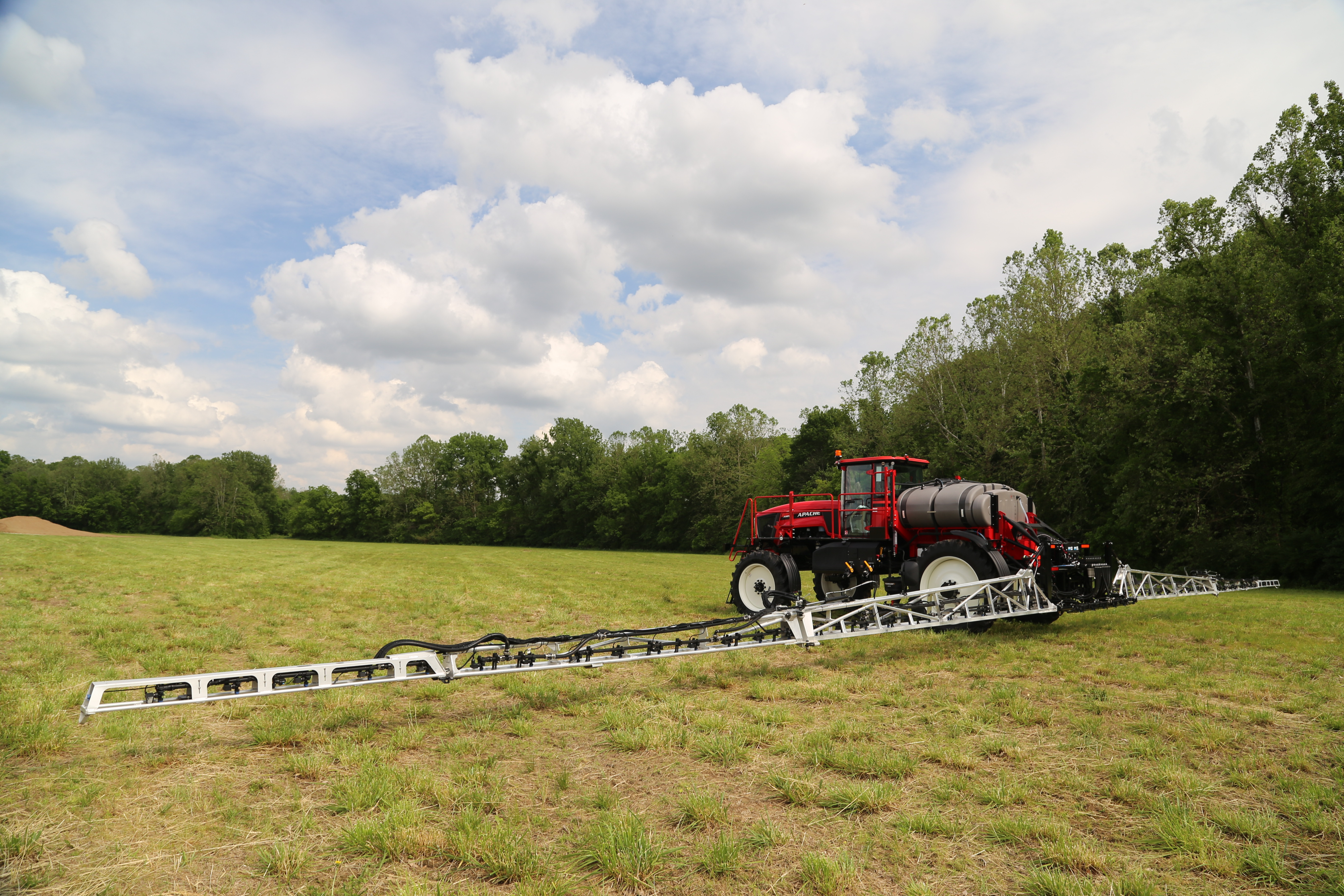
Apache Sprayer tự động do Equipment Technologies sản xuất

Nhiều nông dân không hài lòng vì không thể sửa chữa các loại thiết bị nông nghiệp công nghệ cao mới. Điều này chủ yếu là do các công ty sử dụng luật sở hữu trí tuệ để ngăn chặn nông dân có quyền pháp lý sửa chữa thiết bị của họ (hoặc truy cập vào thông tin để cho phép họ làm điều đó). Vào tháng 10 năm 2015, một ngoại lệ được thêm vào DMCA để cho phép kiểm tra và sửa đổi phần mềm trong ô tô và các loại phương tiện khác bao gồm cả máy móc nông nghiệp.
Phong trào Nông nghiệp mã nguồn mở gồm các sáng kiến và tổ chức khác nhau như Farm Labs, một mạng lưới ở Châu Âu, l'Atelier Paysan, một hợp tác xã để dạy nông dân ở Pháp cách xây dựng và sửa chữa công cụ của họ, và Ekylibre, một công ty mã nguồn mở cung cấp cho nông dân ở Pháp phần mềm mã nguồn mở (SaaS) để quản lý hoạt động nông nghiệp. Tại Hoa Kỳ, Sáng kiến Nông nghiệp Mở của MIT Media Lab nhằm tạo ra "một hệ sinh thái công nghệ mã nguồn mở hỗ trợ và khuyến khích sự minh bạch, thử nghiệm kết nối, giáo dục, và sản xuất siêu địa phương". Nó phát triển Personal Food Computer, một dự án giáo dục tạo ra một "nền tảng công nghệ nông nghiệp môi trường kiểm soát sử dụng hệ thống robot để kiểm soát và theo dõi khí hậu, năng lượng, và sự phát triển của cây trong một buồng trồng chuyên dụng". Nó bao gồm việc phát triển Open Phenom, một thư viện mã nguồn mở với các tập dữ liệu mở cho các công thức khí hậu liên kết phản ứng kiểu hình của cây (hương vị, dinh dưỡng) với biến đổi môi trường, sinh học, di truyền và liên quan đến nguồn lực cần thiết cho việc trồng cây (đầu vào). Các cây với cùng một gen có thể tự nhiên thay đổi về màu sắc, kích thước, kết cấu, tốc độ phát triển, sản lượng, hương vị và mật độ dinh dưỡng tùy thuộc vào điều kiện môi trường mà chúng được sản xuất.